# Минев, Николай
Николай Николаев Минев (8 ноября 1931, Русе — 10 марта 2017, Сиэтл) — американский шахматист, международный мастер (1960). Шахматный тренер и журналист. Врач.

## Спортивная карьера
Участвовал в 22-х чемпионатах Болгарии (1947—1976). Лучшие результаты: 1951 — 1-3-е ; 1953 — 1-2-е ; выиграл матч за звание чемпиона у О. Нейкирха (4½ : 3½); 1957 — 2-3-е; 1959 и 1962 — 3-4-е; 1961 и 1963 — 2-е; 1965 — 1-е ; 1966 — 1-2-е места (выиграл дополнительный матч за звание чемпиона у М. Бобоцова — (2½ : ½).
В составе сборной Болгарии 6 раз участвовал в шахматных олимпиадах.
Лучшие результаты в международных соревнованиях: Варна (1960) — 3-е; Варшава (1961) — 2-е; Сомбор (1966) — 1-2-е; Нови-Сад (1972) — 3-5-е; Албена (1975) — 1-2-е места. 
Автор нескольких книг.
Впоследствии жил в США.

## Изменения рейтинга
| Графики недоступны из-за технических проблем. См. информацию на Фабрикаторе и на mediawiki.org. |